# 荣耀新三国
《荣耀新三国》是腾讯游戏2021年发布的三国历史题材的战争策略，对应Android和iOS平台。

## 游戏机制
2021年4月27日，荣耀新三国通过中国国家新闻出版署审批，同年9月2日正式公测。
荣耀新三国聘请业内知名专家坐镇，同时携手中华书局审订文字，并约请龚剑、黄朴民、宋杰、张国刚等业界资深学者对三国历史进行深入讲解。游戏的特点是独特的“创新通路”玩法和贴近历史的策略沉淀的进阶“真实战场”设定。

## 评分
《荣耀新三国》上线前，在Taptap上收获了8.5的评分，并且被游戏界誉为“SLG竞技2.0大作”。